# Чокколокко
Чокколокко (англ. Choccolocco) — переписна місцевість (CDP) в США, в окрузі Калгун штату Алабама. Населення — 2838 осіб (2020).

## Географія
Чокколокко розташоване за координатами 33°40′28″ пн. ш. 85°42′9″ зх. д. / 33.67444° пн. ш. 85.70250° зх. д. (33.674346, -85.702574).  За даними Бюро перепису населення США в 2010 році переписна місцевість мала площу 30,40 км², з яких 30,16 км² — суходіл та 0,24 км² — водойми.

## Демографія
Згідно з переписом 2010 року, у переписній місцевості мешкали 2804 особи в 1031 домогосподарстві у складі 819 родин. Густота населення становила 92 особи/км².  Було 1112 помешкання (37/км²).
Расовий склад населення:
| - 87,5 % — білих - 7,2 % — чорних або афроамериканців - 0,7 % — азіатів - 0,3 % — корінних американців - 2,4 % — осіб інших рас |

До двох чи більше рас належало 1,9 %. Частка іспаномовних становила 4,3 % від усіх жителів.
За віковим діапазоном населення розподілялося таким чином: 26,6 % — особи молодші 18 років, 64,2 % — особи у віці 18—64 років, 9,2 % — особи у віці 65 років та старші. Медіана віку мешканця становила 37,8 року. На 100 осіб жіночої статі у переписній місцевості припадало 101,3 чоловіків;  на 100 жінок у віці від 18 років та старших — 95,3 чоловіків також старших 18 років.
Середній дохід на одне домашнє господарство  становив 80 127 доларів США (медіана — 54 825), а середній дохід на одну сім'ю — 84 777 доларів (медіана — 62 396). За межею бідності перебувало 14,7 % осіб, у тому числі 33,9 % дітей у віці до 18 років та 3,1 % осіб у віці 65 років та старших.
Цивільне працевлаштоване населення становило 1024 особи. Основні галузі зайнятості: освіта, охорона здоров'я та соціальна допомога — 22,9 %, роздрібна торгівля — 14,3 %, виробництво — 12,5 %.